# Bruce Feirstein
Bruce Feirstein (* 1956) ist ein US-amerikanischer Drehbuchautor und Schriftsteller. 

## Leben und Karriere
Bruce Feirstein studierte an der Boston University. Er gab sein Debüt als Drehbuchautor 1984 mit dem Film The Best Legs in the 8th Grade, den er auch produzierte. Im Jahre 1988 betätigte er sich bisher einmalig als Regisseur und inszenierte eine Episode der Fernsehserie Monsters.
Bekannt wurde er für seine Drehbücher zu den James-Bond-Filmen GoldenEye (1995), Der Morgen stirbt nie (1997) sowie Die Welt ist nicht genug aus dem Jahre 1999. Zudem ist er verantwortlich für die Geschichten der Videospiele 007: Alles oder Nichts (2003) sowie Liebesgrüße aus Moskau aus dem Jahre 2005. Auch an mehreren nachfolgenden Spielen war er maßgeblich beteiligt. Feirstein trat auch mehrfach als Unterhaltungsautor, beziehungsweise Humorist in Erscheinung. Seine Bücher und essayistischen Schriften, oft mit satirischem Unterton, hat er über diverse US-amerikanische Verlage veröffentlicht. 
Er ist seit 1987 mit Madeleine Ruth Warren verheiratet und lebt in Los Angeles. 